# Landesgrundgesetzlicher Erbvergleich

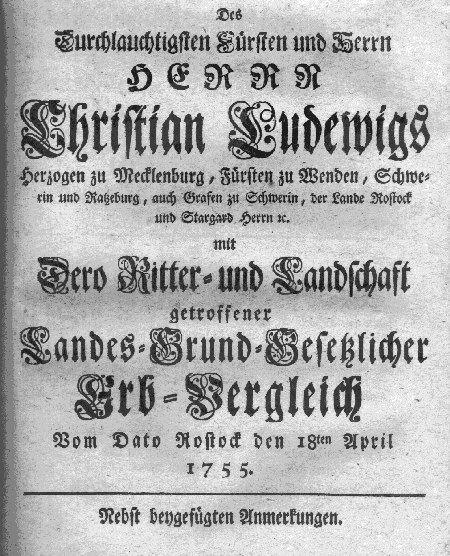
Deckblatt des Landesgrundgesetzlichen Erbvergleiches

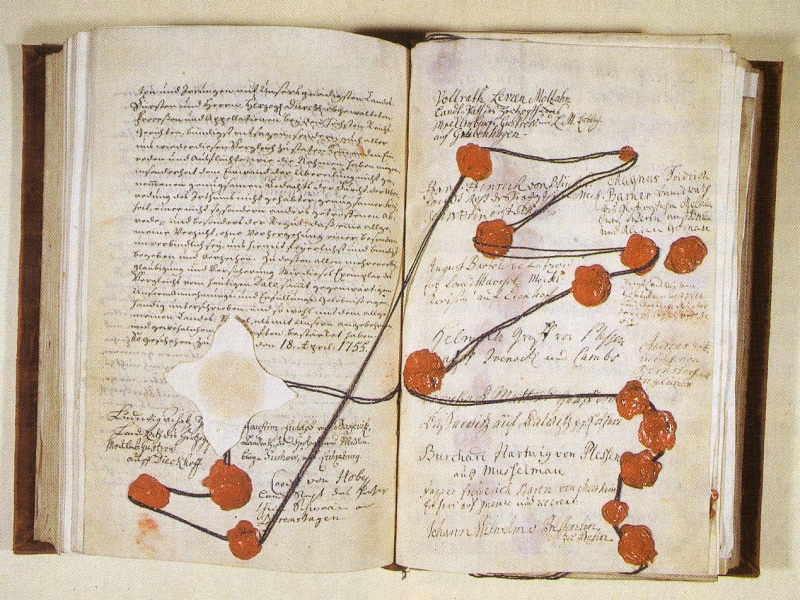
Unterschriften und Siegel

Der Landesgrundgesetzliche Erbvergleich (LGGEV) von 1755 stellte die landesständische Verfassung des mecklenburgischen Staates (mit Ausnahme des Fürstentums Ratzeburg) dar. Er wurde gemäß der Festlegungen des Hamburger Vergleichs von Herzog Christian Ludwig II., dem regierenden Herzog des Landesteils Schwerin, mit Vertretern der Landstände am 18. April 1755 in Rostock abgeschlossen. Für den Landesteil Strelitz wurde der Vergleich am 11. Juli 1755 durch dessen regierenden Herzog, Herzog Adolf Friedrich IV. ratifiziert. Die förmliche Ratifizierung seitens der Ritter- und Landschaft des Stargardischer Kreises erfolgte als Gegenversicherung der Stände erst am 25. November 1755 auf dem Landtag, bestätigt auch hier mit 84 Unterschriften und Sigeln.
Das 25 Artikel und 530 Paragraphen umfassende Vertragswerk bildete in der Folgezeit den Rahmen für alle gesellschaftlichen, politischen, wirtschaftlichen und kulturellen Entwicklungen in beiden mecklenburgischen Landesteilen und blieb als Grundgesetz der landständischen Verfassung (in Mecklenburg-Schwerin mit kurzer Unterbrechung 1849/50) bis zum Ende der Monarchie 1918 geltendes Recht.

## Vorgeschichte
Der LGGEV steht am Ende von mehrere Jahrhunderte währenden politischen Auseinandersetzungen und Machtkämpfen zwischen den mecklenburgischen Herzögen und den mecklenburgischen Landständen, bestehend aus der Ritterschaft, den Städten und anfangs auch der Geistlichkeit. Diese hatten sich in Mecklenburg bereits 1523 in einer „Union der Landstände“ formiert, die als landständisches Interessenbündnis fortan den anhaltenden dynastischen Teilungsbestrebungen des Fürstenhauses entgegenwirkte. Die wachsende politische und ökonomische Kraft der landständischen Union hinderte die Landesherren in der Folgezeit an der Durchsetzung absolutistischer Herrschaftspraxis und entwickelte sich zur stärksten politischen Kraft des mecklenburgischen Gesamtstaates, den sie als eiserne Klammer über Jahrhunderte zusammenhielt.
Im frühen 18. Jahrhundert erreichte der Konflikt zwischen dem Landesherrn und den Landständen einen neuen Höhepunkt. 1708 hatte der Mecklenburg-Schwerinische Herzog Friedrich Wilhelm eine „Consumptions- und Steuerordnung“ zur Überwindung der Kriegsfolgen sowohl des Dreißigjährigen Krieges (1618 bis 1648) als auch schon des Nordischen Krieges (1700 bis 1721) eingeführt. Neben der Besteuerung der Ritterschaft und der Geistlichen beinhaltete die „Consumptions- und Steuerordnung“ die Abschaffung der leibeigenschaftlichen Abhängigkeit der Bauern von ihren Grundherren. Die Leibeigenschaft der Bauern sollte in eine Vererbpachtung umgewandelt, Frondienste sollten durch Geldleistungen ersetzt werden.
Sein Bruder und Nachfolger Karl Leopold suchte dies mit großer Härte gegen die Ritterschaft sowie gegen die mit ihr verbündete Seestadt Rostock durchzusetzen. Er forderte die Stände auf, ihm zum Aufbau eines stehenden Heeres zusätzliche Steuern zu bewilligen, zwang dann den Rostocker Rat zum Verzicht auf seine Privilegien und trieb seine Steuerforderungen gegenüber der Ritterschaft rücksichtslos ein. Mecklenburg-Schwerin war während des Nordischen Krieges Aufmarschgebiet und Kriegsschauplatz, und mit Hilfe eines stehenden Heeres beabsichtigte Karl Leopold den Aufenthalt fremder Truppen in Mecklenburg-Schwerin zu beenden.
Dadurch entstand ein scharfer Gegensatz zwischen dem Herzog und den Ständen.
Nach Klagen der mecklenburgischen Landstände unter Andreas Gottlieb von Bernstorff vor Kaiser Karl VI. gegen Karl Leopolds Rechtsbrüche und autokratischen Bestrebungen wurde 1717 die Reichsexekution gegen den Herzog verhängt. Mit der Wahrnehmung der Reichsexekution war der Direktor des niedersächsischen Reichskreises Kurfürst Georg Ludwig von Hannover beauftragt. In seinem Auftrage führte 1719 kurioserweise ein Adeliger aus einem mecklenburgischen Geschlecht die Reichsexekution an – Cuno Josua von Bülow.
Der Vollzug der Reichsexekution erfolgte im Frühjahr 1719. Karl Leopold verließ bald danach das Land. Die Regierung in Mecklenburg-Schwerin übernahmen als Exekutoren der Kurfürst von Hannover und der König von Preußen. Nach dem Tod Georgs I. (1727) wurde die Reichsexekution aufgehoben.   
Da eine Beilegung des Konfliktes zunächst misslang, wurde Karl Leopold schließlich 1728 vom Reichshofrat in Wien zugunsten seines Bruders Christian Ludwig II. abgesetzt.
In Mecklenburg-Strelitz bemühten sich die Landstände, den künftigen Thronfolger als Gewährsmann ihrer Sache zu gewinnen. Als 1752 unversehens dort der Thronfolgefall eingetreten war, eskalierte die Situation neuerlich, indem Truppen des Schweriner Herzogs den Strelitzer Landesteil besetzten und so nach Abkoppelung vom mecklenburgischen Gesamtstaat dessen politische Selbständigkeit durchsetzen wollten. Der Ausgang des Strelitzschen Thronfolgestreits von 1752/53 bewirkte die weitere Stärkung der Landstände.
Die politische und administrative Zersplitterung des Landes verschärft sich immer mehr. Die Macht der Herzöge ging immer mehr verloren und Leidtragender war wie stets die Bevölkerung.

## Konsequenzen
Der Abschluss des LGGEV stellte im Grunde einen Kapitulationsakt der fürstlichen Landesherrschaft in Mecklenburg dar. Christian Ludwig II. musste sich 1755 einem weitgehenden Verfassungsdiktat der Landstände beugen, die in diesem Vertragswerk vor allem ihre Rechtspositionen durchsetzten. Mitunterzeichner für die Seite der Landesherrschaft und damit Garanten des Vergleichs waren sowohl die beiden Söhne von Christian Ludwig, die Herzöge Friedrich (1717–1785, der Fromme) und Ludwig (1725–1778), als auch im Mecklenburg-Strelitzschen Ratifizierungsvertrag (Strelitzer Accessionsakte vom 11. Juli und 30. September 1755) die Mutter von Adolf Friedrich IV., Herzogin Elisabeth Albertina, in ihrer Eigenschaft als Vormund aller anderen Nachkommen der Linie Mecklenburg-Strelitz. Mitunterzeichner auf Seiten der Landstände waren 271 Vertreter der Ritter- und der Landschaft. Nach allerlei juristischem Beiwerk erhielt der Vertrag unter dem 14. Januar 1756 die kaiserliche Konfirmation.